# Desenvolupament humà
El desenvolupament humà, en un sentit genèric, és l'adquisició de part dels individus, comunitats i institucions, de la capacitat de participar efectivament en la construcció d'una civilització mundial que és pròspera tant en un sentit material com espiritualment; també és molt important dir que el desenvolupament humà, és part integral perquè l'un com individu assoleixi un coneixement més profund de si mateix, és a dir, no tant de forma externa, si no ja més íntima amb un mateix .
L'ésser humà es troba en un constant canvi, no només pel que fa als avenços tecnològics de la qual cosa estem al corrent, sinó també en tot el que fa referència al desenvolupament d'individu en si mateix com a persona. És per això que el concepte de desenvolupament humà s'ha anat allunyant progressivament de l'esfera de l'economia per incorporar altres aspectes igualment rellevants per a la vida, com la cultura, que també va ser redefinint el seu paper enfront del desenvolupament.
També es pot dir que el desenvolupament humà implica satisfer les necessitats identificades per Abraham Maslow en l'anomenada Piràmide de Maslow.

## Mesurament del desenvolupament humà

### Índex de desenvolupament humà (IDH)
Segons el Programa de les Nacions Unides per al Desenvolupament (PNUD), és aquell que situa les persones al centre del desenvolupament, tracta de la promoció del desenvolupament potencial de les persones, de l'augment de les seves possibilitats i del gaudi de la llibertat per viure la vida que valoren. La publicació més important sobre desenvolupament humà és l'Informe Anual Mundial sobre el Desenvolupament Humà del PNUD.
El PNUD atén dos importants indicadors: un de desenvolupament, l'índex de desenvolupament humà, i un altre de pobresa, l'índex de pobresa multidimensional.
Així doncs el PNUD defineix avui el desenvolupament humà com "el procés d'expansió de les capacitats de les persones que amplien les seves opcions i oportunitats". Tal definició associa el desenvolupament directament amb el progrés de la vida i el benestar humà, amb l'enfortiment de capacitats relacionades amb totes les coses que una persona pot ser i fer en la seva vida en forma plena i en tots els terrenys, amb la llibertat de poder viure com ens agradaria fer-ho i amb la possibilitat que tots els individus siguin subjectes i beneficiaris del desenvolupament.
El desenvolupament humà, segons el Programa de les Nacions Unides per al Desenvolupament, integra aspectes del desenvolupament relatius al desenvolupament social, el desenvolupament econòmic (incloent el desenvolupament local i rural) així com el desenvolupament sostenible.
També és interessant l'IDH ajustat a la desigualtat.